# Simo Matavulj
Simo Matavulj, cyr. Симо Матавуљ (ur. 12 września 1852 w Szybeniku, zm. 20 lutego 1908 w Belgradzie) – serbski pisarz. Autor realistycznych opowiadań z życia Dalmacji, Czarnogóry i Belgradu, także 2 powieści: Bakonja fra Brne – libertyńskiej powieści humorystycznej o życiu klasztornym, oraz Uskok (obie 1892). Talent Matavulja wyraził się najpełniej w obrazkach rodzajowych i kreowaniu charakterystycznych typów bohaterów. Przekłady jego dzieł w języku polskim znajdują się w Antologii noweli jugosłowiańskiej (1964).

## Twórczość
- Pošljednji vitezovi,
- Dogadjaji u Seocu,
- Ljudi i prilike,
- Novi svijet u starom Rozopeku,
- Ljudi i prilike u Gulinu,
- Bakonja Fra-Brne,
- Zavjet,
- Uskok,
- Iz raznijeh krajeva,
- Izabrane pripovijetke